# Sergio Coloni
Sergio Coloni (Trieste, 22 marzo 1932 – Trieste, 17 gennaio 2010) è stato un politico italiano.

## Biografia
Nato a Trieste nel 1932, diviene impiegato della RAS nel 1950.
Impegnato fin da giovane nel mondo cattolico-sociale, nel 1939 aderisce alla Gioventù Cattolica e nel 1949 alla Democrazia Cristiana. In età più matura ricopre i ruoli di presidente diocesano dei Giovani dell'Azione Cattolica, consigliere delle ACLI e dirigente sindacale della CISL.

## Impegno politico
Dagli anni '50 agli anni '90 ha ricoperto differenti cariche pubbliche: consigliere comunale (1958 - 1966), consigliere regionale (1964 - 1983), assessore regionale, prima alle Finanze poi alla Pianificazione territoriale, vicepresidente di regione e deputato (1983 - 1994), terminando la propria esperienza politica con l'incarico di sottosegretario al Tesoro durante il Governo Ciampi.
Contemporaneamente ha ricoperto un ruolo di rilievo all'interno della dirigenza della Dc, prima come segretario provinciale (Ts) tra 1967 e 1973, e poi come segretario regionale (Fvg) tra 1975 e 1978..